# المستعمرات في العصور القديمة

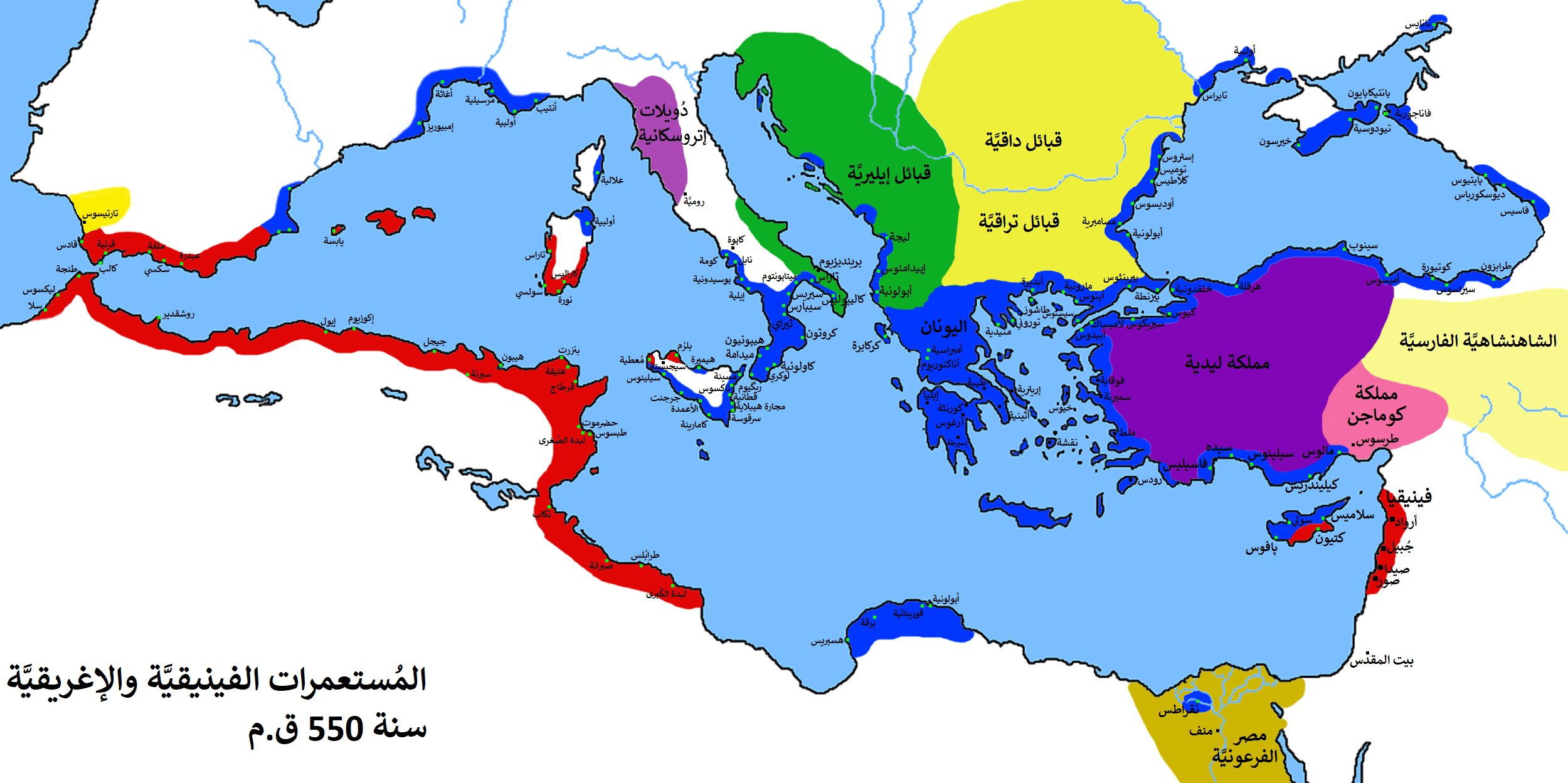
البحر المتوسط في القرن السادس ق.م. المستعمرات الفينيقية باللون الأحمر، والمقطعات اليونانية باللون الأزرق.

المستعمرات في العصور القديمة كانت بعد العصر الحديدي بلدات مَدينية متفرعة عن مدينة أُم (عاصمة)، لا عن منطقة عمومية. كانت الروابط بين المستعمرة ومدينتها الأم وثيقة غالبًا، وكانت لها صور محدّدة في العصور القديمة الكلاسيكية. المستعمرات التي أسسها القرطاجيون والفينيقيون القدماء وروما والإسكندر الأكبر وخلفاؤه ظلت مربوطة بعواصمها، وأما المستعمرات اليونانية في الحقبة العتيقة والكلاسيكية فكانت مستقلة ذاتية الحكم منذ تأسيسها. غالبًا ما كانت المستعمرات اليونانية تتأسس لحل اضطراب اجتماعي في المدية الأم، بإنزاح بعض السكان، لكن المستعمرات الهلنستية والرومانية والقرطاجية والهانية الصينية كانت تُستعمل في التوسع والبناء الإمبراطوري.

## المستعمرة المصرية
تأسست في جنوب كنعان مستعمرة مصرية قُبَيل الأسرة الأولى. كان للفرعون نارمر فخاريات مصرية تُنتَج في كنعان وتُصدر إلى مصر، من مناطق مختلفة مثل تل عراد ورفح ووادي غزة وتل العريني. عرف المصريون القدماء صناعة السفن منذ نحو عام 3000 قبل الميلاد، وربما قبله. احتمَل معهد الآثار الأمريكي أن أقدم سفينة مؤرَّخة –الراجعة إلى 3000 ق.م.– كانت للفرعون حور عحا.

## المستعمرات الفينيقية
كان الفينيقيون أكبر قوة تجارية في البحر الأبيض المتوسط في الجزء الأول من الألفية الأولى قبل الميلاد. كانت لهم صلات تجارية في مصر واليونان، وأسسوا مستعمرات في الغرب، إلى حد إسبانيا الحالية في مدينة غاديرا (قادس حاليًّا)، والمغرب الحالية في موغدور وطنجي (طنجة حاليًّا).
من إسبانيا والمغرب سيطر الفينيقيون على ولوج المحيط الأطلسي، وطرق التجارة إلى بريطانيا والسنغال. تأسست أشهر المستعمرات الفينيقية وأنجحها على يد مستعمِرين من مدينة صور في 814–813 قبل الميلاد، وسُميت قرط هادَشت (Qart-ḥadašt، وبالإنجليزية: المدينة الجديدة)، وعُرفت عبر التاريخ بقرطاجة. بعدئذ أسس القرطاجيون مستعمرتهم الخاصة في جنوب شرق إسبانيا: قرطاجنة، التي استحوذ عليها في النهاية عدوهم الرومي.
ذكرت ماريا يوجينيا أوبيت (أستاذة علم الآثار بجامعة بومبيو فابرا ببرشلونة): «إن أقدم المواد الفينيقية في الغرب تَأرَّخ وجودها في مدينة ولبة الإسبانية القديمة. ارتفاع نسبة الفخار الفينيقي في المواد الجديدة المعثور عليها بميدان الراهبات في ولبة يشير إلى وجود منتظم للفينيقيين من بداية القرن التاسع قبل الميلاد، لا إلى اتصالات متفرقة مبدئية في المنطقة. تآريخ الكربون المشع الحديثة الخاصة بالمستويات الأولى في قرطاجة تشير إلى أن تأسّس مستعمرة تريان بين 835–800 قبل الميلاد، وهذا يتزامن مع تأريخ فلافيوس جوزيفوس وتيموس لتأسّس المدينة».

## المستعمرات اليونانية القديمة
في اليونان القديمة كان المهزومون أحيانًا ما يؤسسون مستعمرة بعد مغادرة ديارهم هربًا من الخضوع لعدو أجنبي، وأحيانًا ما تأسست المستعمرات بعد اضطرابات مدنية، إذ يغادر خاسرو النزاعات الداخلية لتأسيس مدينة جديدة في مكان آخر، وأحيانًا ما تأسست لحل مشكلة التكدس السكاني واجتناب الاضطرابات الداخلية، وأحيانًا نتيجة الأوستراكية. لكن في معظم الحالات كان تأسيس المستعمرات لإقامة علاقات تجارية وتسهيلها مع بلدان أجنبية، وتوسيع ثروات المدينة الأم (باليونانية: μητρόπολις). تأسست مستعمرات في إيونية وتراقيا في القرن الثامن قبل الميلاد.
كان لِأكثر من 30 ولاية مَدينية عدة مستعمرات، انتشرت في جميع أنحاء عالَم البحر الأبيض المتوسط، وكان أنشط المدن المؤسسة للمستعمرات: ميليتس التابعة للاتحاد الأيوني، إذ نشرت 90 مستعمرة على طول البحر الأبيض المتوسط، من سواحل البحر الأسود والأناضول (تركيا الحالية) شرقًا، إلى الساحل الجنوبي لشبه الجزيرة الإيبيرية غربًا، بالإضافة إلى عدة مستعمرات لدى الساحل الليبي بشمال إفريقيا، بدءًا من أواخر القرن التاسع إلى القرن الخامس قبل الميلاد.
أسس اليونانيون نوعين مشابهين من المستعمرات، واحدًا سموه أبويكيا (باليونانية:apoikía، والجذر apó معناه: بعيد من، وoîkos معناه الدار، والجمع أبويكياي)، والآخر سموه إمبريون (الجمع: إمبُريا). النوع الأول كان ولاية مَدينية في ذاتها، والثاني مستعمرة تجارية يونانية.
بدأت الولايات المدينية اليونانية تؤسس مستعمرات في نحو 900–800 قبل الميلاد، أُولاها كانت المينا على ساحل سوريا، وسوق بيثيكوشاي اليوناني في إسكيا بخليج نابولي، وكلتاهما أسسها الوابِيون في نحو 800 قبل الميلاد.